# Vinzenz Batliner
Vinzenz Batliner († 22. September 1988) war der Polizeichef des Fürstlich Liechtensteinischen Sicherheitskorps.

## Leben
Am 1. Mai 1955 trat Batliner als Rekrut in die Polizei-Rekrutenschule St. Gallen ein. Nach Abschluss seiner Ausbildung wurde er 1956 in das Fürstlich Liechtensteinische Sicherheitskorps aufgenommen. 1963 erfolgte seine Beförderung zum Gefreiten, wenig später dann zum Korporal. Als solcher wurde er Leiter der Verkehrspolizei. 1966 erfolgte seine Beförderung zum Wachtmeister, sowie kurz darauf zum Feldweibel. 1972 wurde er zum Feldweibel (mit besonderen Aufgaben) befördert. Am 14. Februar 1977 wurde er von der Regierung des Fürstentums Liechtenstein zum neuen liechtensteinischen Polizeichef ernannt und folgte damit Hermann Meier nach. Zuvor war Batliner erster Polizeichef-Stellvertreter gewesen. Er trat sein Amt am 1. März 1977 an. Batliner starb im September 1988 in Folge eines durch einen Sturm ausgerissenen Baumes im Alter von 62 Jahren.